# كابتن أمريكا: الحرب الأهلية
كابتن أمريكا: الحرب الأهلية (بالإنجليزية: Captain America: Civil War)‏ هو فيلم بطل خارق أمريكي صدر في 2016. الفيلم هو الإصدار الثالث عشر في عالم عالم مارفل السينمائي وهو من إخراج أنثوني وجو روسو مع سيناريو من كتابة كريستوفر ماركوس وستيفن مكفيلي. طاقم التمثيل يشمل روبرت داوني جونير وكريس إيفانز وسكارليت جوهانسون وسيباستيان ستان وانتوني ماكي ودون شيدل وجيرمي رينر وتشادويك بوسمان وبول بيتاني وإليزابيث أولسن وبول رود وإيملي فانكامب وتوم هولاند وفرانك جريلو وويليام هورت ودانيال برول. في كابتن أمريكا: الحرب الأهلية، تحاول الحكومة الأمريكية تمرير قانون باسم ” قانون تسجيل الأبطال الخارقين” وهذا يسبب انقسام المنتقمين إلى فريقين متعارضين، أحدهما معارض بقيادة ستيف روجز والآخر مؤيد بقيادة توني ستارك.
تطوير الفيلم بدأ في أواخر 2013 عندما بدأ كريستوفر ماركوس وستيفن مكفيلي بكتابة السيناريو الذي يستعير بعض المفاهيم من الكتاب المصور الحرب الأهلية (2006). الأخوين روسو رجعا للإخراج في أوائل 2014 بعد ردود فعل إيجابية لعرض اختباري ل‌كابتن أمريكا: جندي الشتاء. عنوان الفيلم كشف عنه في أكتوبر 2014 وتم إضافة داوني جونيور إلى طاقم التمثيل، مع آخرين أنضموا في الأشهر اللاحقة. التصوير الرئيسي بدأ في أبريل 2015 عند استوديوهات باينوود أتلانتا في مقاطعة فاييت، جورجيا وضواحي أتلانتا السكنية، قبل الانتهاء بألمانيا في أغسطس 2015.
بدء عرض كابتن أمريكا: الحرب الأهلية عالمياً في 27 أبريل- 5 مايو 2016. تلقى الفيلم ردود فعل إيجابية جداً من النقاد الذي مدحوا أداء الممثلين والموضوع ومشاهد الحركة، وحصل على متوسط 90% على موقع الطماطم الفاسدة، وحقق الفيلم نجاحاً باهراً في صالات السينما فاكتسح شباك التذاكر العالمي في أول ثلاثة أسابيع ليتخطى حاجز المليار خلالها.

## القصة
تدور الأحداث حول “المنتقمون” وخاصة “كابتن أمريكا” و”الرجل الحديدي” فبعد انتهائهما من القضاء على الألي “ألترون” بدات الحكومة في التفكير لإخضاع قوة “المنتقمين” تحت سيطرتها وأنشأت قانون ”تسجيل الأبطال الخارقين” وهذا مارفضه “كابتن أمريكا” الذي دخل في صراع حاد مع “الرجل الحديدي” والذي وافق على مأعلنته الحكومة من تسجيل هؤلاء الأبطال وإخضاعهم للعمل مع الحكومة ومن هنا تبدا الحرب الأهلية داخل منظمة المنتقمين.

## الأدوار
- روبرت داوني جونير (الرجل الحديدي)
- كريس إيفانز (كابتن أمريكا)
- سكارليت جوهانسون (الأرملة السوداء)
- سيباستيان ستان (جندي الشتاء)
- أنتوني ماكي (الصقر)
- دون شيدل (الحديدي الوطني)
- جيرمي رينر (كلينت بارتون)
- تشادويك بوسمان
- بول بيتاني (فيجن)
- إليزابيث أولسن
- بول رود (الرجل النملة)
- إيملي فانكامب
- توم هولاند (الرجل العنكبوت)
- فرانك جريلو
- ويليام هورت
- دانيال برول

## شباك التذاكر
بدأ عرض الفيلم في 6 مايو 2016 وتصدّر صالات السينما الأمريكية في أسبوعه الأول بحصده لأكثر من 84 مليون دولار، وحقق 179 مليون في أنحاء العالم واحتفظ الفيلم بهيمنته على دور العرض الأمريكية في الأسبوع الثاني وحصد 72.6 مليون دولار خلال عرضه في 4426 دار عرض. وأكمل 295.9 مليون في أمريكا، بالإضافة لـ650 مليون في باقي الدول، وحصد أكثر من 100 مليون في أسبوعه الثالث لينفرد بالمركز الرابع في قائمة أكثر الأفلام دخلا في تاريخ أفلام عالم مارفل المنتجة للفيلم، بعد كل من فيلم المنتقمون عام 2012 والذي حصد 1,519,5 بليون دولار، والجزء الثاني من الفيلم؛ المنتقمون: عصر ألترون والذي عُرض عام 2014 وجمع 1,405.4 بليون $، وفيلم آيرون مان 3 عام 2013 والذي وصلت إيراداته لـ 1,215.4 بليون دولار.

تخطّت إيرادات الفيلم في الولايات المتحدة حاجز 377 مليون دولار، بالإضافة لحوالي 730 مليون في شباك التذاكر العالمي لتصل إيراداته الإجمالية لـ 1,107,893,948 $ بعد أقلّ من شهر على عرضه في صالات السينما.

## وصلات خارجية
- كابتن أمريكا: الحرب الأهلية على موقع IMDb (الإنجليزية)
- كابتن أمريكا: الحرب الأهلية على موقع ميتاكريتيك (الإنجليزية)
- كابتن أمريكا: الحرب الأهلية على موقع روتن توميتوز (الإنجليزية)
- كابتن أمريكا: الحرب الأهلية على موقع نتفليكس (الإنجليزية)
- كابتن أمريكا: الحرب الأهلية على موقع قاعدة بيانات الأفلام العربية
- كابتن أمريكا: الحرب الأهلية على موقع ألو سيني (الفرنسية)
- كابتن أمريكا: الحرب الأهلية على موقع Turner Classic Movies (الإنجليزية)
- كابتن أمريكا: الحرب الأهلية على موقع أول موفي (الإنجليزية)
- كابتن أمريكا: الحرب الأهلية على موقع بوكس أوفيس موجو (الإنجليزية)
- كابتن أمريكا: الحرب الأهلية على موقع فيلمافينيتي (الإسبانية)